# Molalla (rivière)
Pour les articles homonymes, voir Molalla.
La Molalla est une rivière qui s’écoule dans l’Oregon aux États-Unis. La Molalla est un affluent de la rivière Willamette. Longue d’environ 86 km, elle draine l’ouest de la chaîne des Cascades. Elle tire l’origine de son nom dans la tribu amérindienne Molala.

## Description
La rivière prend sa source dans la Table Rock Wilderness dans le comté de Clackamas au sein de la région montagneuse de la chaîne des Cascades. Elle se dirige ensuite vers l’ouest pour rejoindre la vallée agricole de la rivière Willamette.
Elle reçoit les eaux de la rivière Pudding juste avant de se jeter dans la Willamette. Le Molalla River State Park, qui est localisé au niveau de la confluence de ces trois rivières offre un milieu protégé à de nombreux oiseaux d’eau. La rivière accueille plusieurs espèces de poisons dont la truite arc-en-ciel et le saumon chinook.

## Histoire
Jusqu’au début du XIXe siècle, la région de la rivière était habitée par les Amérindiens de la tribu Molalla. De nombreux sentiers le long de la rivière permettaient aux tribus de la vallée de la Willamette de commercer avec les tribus de l’est de l’Oregon de l’autre côté de la chaîne des Cascades. Les Amérindiens empruntaient également ces chemins pour récolter des baies d’airelles dans la région montagneuse. 
Les colons s’installent dans la région basse de la vallée de la rivière dès les années 1840. Ceux-ci désiraient développer des zones agricoles. La partie haute de la vallée était exploitée par l’industrie forestière mais aussi par certains chercheurs d’or.